# Niederbayern
Niederbayern är ett bezirk och regeringsdistrikt i det tyska förbundslandet Bayern. Huvudstad är Landshut.

## Geografi

### Läge
Distriktet med en yta på 10 325,93 km² den 1 januari 2021 och 1 253 441 invånare den 31 december 2021 är beläget östligaste delen av landet, på båda sidor om Donau. Det består av en del av det gamla hertigdömet Bayern, forna furstendömet Passau samt riksgrevskapet Ortenburg.

### Administrativ indelning
Niederbayern indelas i tre kretsfria städer och nio kretsar:
| Regionalkod | Kategori      | Namn                        |
| ----------- | ------------- | --------------------------- |
| 09261       | Kretsfri stad | Landshut                    |
| 09262       | Kretsfri stad | Passau                      |
| 09263       | Kretsfri stad | Straubing                   |
| 09271       | Krets         | Landkreis Deggendorf        |
| 09272       | Krets         | Landkreis Dingolfing-Landau |
| 09279       | Krets         | Landkreis Freyung-Grafenau  |
| 09273       | Krets         | Landkreis Kelheim           |
| 09274       | Krets         | Landkreis Landshut          |
| 09275       | Krets         | Landkreis Passau            |
| 09276       | Krets         | Landkreis Regen             |
| 09277       | Krets         | Landkreis Rottal-Inn        |
| 09278       | Krets         | Landkreis Straubing-Bogen   |

### Grannområden
Grannområden är Oberpfalz (093) i norr, Plzeň (region) (Tjeckien, CZ) i nordost, Södra Böhmen (Tjeckien, CZ) i öster, Oberösterreich (Österrike, AT) i sydost och Oberbayern (091) i sydväst.